# Чатгем Тауншип (округ Тайога, Пенсільванія)
Чатгем Тауншип (англ. Chatham Township) — селище (англ. township) в США, в окрузі Тайога штату Пенсільванія. Населення — 610 осіб (2020).

## Демографія
Згідно з переписом 2010 року, у селищі мешкало 588 осіб у 249 домогосподарствах у складі 180 родин. Було 425 помешкань
Расовий склад населення:
| - 97,4 % — білих - 0,5 % — корінних американців - 0,5 % — чорних або афроамериканців - 0,3 % — азіатів |

До двох чи більше рас належало 0,9 %. Частка іспаномовних становила 1,7 % від усіх жителів.
За віковим діапазоном населення розподілялося таким чином: 16,8 % — особи молодші 18 років, 63,1 % — особи у віці 18—64 років, 20,1 % — особи у віці 65 років та старші. Медіана віку мешканця становила 49,0 року. На 100 осіб жіночої статі у селищі припадало 100,0 чоловіків;  на 100 жінок у віці від 18 років та старших — 100,4 чоловіків також старших 18 років.
Середній дохід на одне домашнє господарство  становив 63 078 доларів США (медіана — 50 000), а середній дохід на одну сім'ю — 69 736 доларів (медіана — 56 875). За межею бідності перебувало 8,6 % осіб, у тому числі 14,0 % дітей у віці до 18 років та 4,9 % осіб у віці 65 років та старших.
Цивільне працевлаштоване населення становило 252 особи. Основні галузі зайнятості: освіта, охорона здоров'я та соціальна допомога — 23,8 %, виробництво — 13,9 %, фінанси, страхування та нерухомість — 11,5 %, транспорт — 9,9 %.